# Филипповка (Костанайская область)
Филипповка (каз. Филиппов) — упразднённое село в Камыстинском районе Костанайской области Казахстана. Входило в состав Алтынсаринского сельского округа. Находится примерно в 45 км к юго-востоку от районного центра, села Камысты. Код КАТО — 394833106. Ликвидировано в 2009 году.

## Население
В 1999 году население села составляло 141 человек (73 мужчины и 68 женщин). По данным переписи 2009 года в селе проживали 2 мужчины.